# Kim Raver
Kimberly Jayne Raver (Nueva York; 15 de marzo de 1969), más conocida como Kim Raver, es una actriz estadounidense conocida por sus papeles de Nico Reilly en Lipstick Jungle, Kim Zambrano en Turno de guardia, Audrey Raines en 24 y Teddy Altman en Grey's Anatomy.

## Biografía
Criada en Nueva York, Raver fue miembro del elenco de Plaza Sésamo de los seis a los nueve años. Después integró el primer teatro infantil creado fuera de Broadway y estudió Bellas Artes en la Universidad de Boston. Más tarde estudió Teatro en su ciudad natal junto a Wynn Handman -al que considera su maestro y mentor-. Habla francés y alemán con gran fluidez, en parte porque su madre es alemana de nacimiento.[cita requerida]
Tras participar en anuncios para Visa o Jeep, su gran oportunidad le llegó con Holiday en Broadway, junto a Laura Linney y Tony Goldwyn. Participó en City Hall junto a Al Pacino y The Glimmer Brothers con John Spencer y David Schwimmer, producida por el Williamstonw Theatre Festival y escrita por Warren Leight. 
Tras su paso por Turno de guardia, fue contratada para participar en 24 durante dos temporadas. En agosto de 2006 fue contratada para The Nine (ABC), pero a pesar de sus altos índices de audiencia iniciales, el share descendió y fue cancelado. De vuelta a 24 en su sexta temporada, su personaje termina la temporada en coma y le da vía libre para participar en Lipstick Jungle junto a Brooke Shields. Interpreta a Teddy Altman en Grey's Anatomy, temporadas 6, 7 y 8 (ABC).
En 2018, fue confirmado el regreso de Raver como Teddy Altman a Grey's Anatomy. En 2023, tuvo su debut como directora en el episodio 19x11 “Training Day” en esta misma serie.  

### Vida privada
Junto a su marido Manuel Boyer es madre de dos hijos: Luke (2002) y Leo (2007).

## Filmografía
| Año           | Título                                  | Papel                          | Notas                                   |
| ------------- | --------------------------------------- | ------------------------------ | --------------------------------------- |
| 1975-1978     | Plaza Sésamo                            | Kim                            | Aparición de TV                         |
| 1994          | Menéndez: un asesinato en Beverly Hills | Linda                          | Película de TV                          |
| 1995          | Central Park West                       | Deanne Landers                 | 3 episodios                             |
| 1996          | Law & Order                             | Wendy Karmel                   | Episodio ( "Hogar")                     |
| 1997          | The Practice                            | Victoria Keenan                | Episodio ( "Dudas razonables")          |
| 1997          | Spin City                               | Jeannie                        | Episodio ( "Mi vida es una telenovela") |
| 1998          | Trinity                                 | Clarissa McCallister           | 3 episodios                             |
| 1999-2004     | Third Watch                             | Kim Zambrano                   | 111 episodios                           |
| 2002          | ER                                      | Kim Zambrano                   | Episodio ( "Hermanos y Hermanas")       |
| 2002          | Martin & Orloff                         | Kashia                         | Largometraje                            |
| 2004          | Mind the Gap                            | Vicki Walters                  | Largometraje                            |
| 2004          | The Apprentice                          | Herself                        | TV episodio ( "Tit por Tat")            |
| 2005-2007     | 24                                      | Audrey Raines                  | 52 episodios                            |
| 2005          | Haunting Sarah                          | Erica Rose / Heather Rose      | Película de TV                          |
| 2005          | Keep Your Distance                      | Susan Dailey                   | Largometraje                            |
| 2006          | Night at the Museum                     | Erica Daley                    | Largometraje                            |
| 2006-2007     | The Nine                                | Kathryn Hale                   | 13 episodios                            |
| 2007          | Prisoner                                | Renee                          | Largometraje                            |
| 2008-2009     | Lipstick Jungle                         | Nico Reilly                    | 20 episodios                            |
| 2009-presente | Grey's Anatomy                          | Teddy Altman                   | 114 episodios                           |
| 2010          | Bond of Silence                         | Katy McIntosh                  | Película de TV                          |
| 2012-2014     | Revolution                              | Julia Neville                  | 9 episodios                             |
| 2013          | NCIS: Los Ángeles                       | Paris Summerskill              | 2 episodios                             |
| 2014          | 24: Live Another Day                    | Audrey Raines                  | 12 episodios                            |
| 2015          | Bones                                   | Grace Miller                   | 2 episodios                             |
| 2015          | Full Circle                             | Madeline Faulkner              | 10 episodios                            |
| 2017          | APB                                     | Lauren Fitch                   | 3 episodios                             |
| 2017          | Ray Donovan                             | Dra. Bergstein                 | 4 episodios                             |
| 2018          | Designated Survivor                     | Andrea Frost                   | 6 episodios                             |
| 2019          | Marvel Rising: Heart of Iron            | Carol Danvers / Captain Marvel | Voz                                     |
| 2020          | Station 19                              | Teddy Altman                   | 2 episodios                             |